# Iwan Czugunow
Iwan Iwanowicz Czugunow (ros. Иван Иванович Чугунов, ur. 7 października 1907 we wsi Szatki w guberni niżnonowogrodzkiej, zm. 10 lutego 1972 w Gorkim) – radziecki polityk, działacz partyjny.

## Życiorys
W latach 1929–1932 żołnierz Armii Czerwonej, od 1932 członek WKP(b), od 1932 do lutego 1933 studiował w Gorskowskim Instytucie Planowym, a 1933-1937 na Wydziale Fizyczno-Matematycznym Gorkowskiego Uniwersytetu Państwowego. Do grudnia 1937 był asystentem katedry mechaniki teoretycznej i pomocnikiem rektora Gorkowskiego Uniwersytetu Państwowego, od grudnia 1937 do 1939 kierownikiem Wydziału Szkół Krasnodarskiego Komitetu Krajowego WKP(b), od 1939 do lipca 1941 sekretarz Krasnodarskiego Komitetu Krajowego WKP(b) ds. kadr. Od lipca 1941 do czerwca 1946 zastępca szefa Zarządu Kadr Głównego Zarządu Politycznego Armii Czerwonej, 1946-1949 ponownie sekretarz Krasnodarskiego Komitetu Krajowego WKP(b) ds. kadr, od 1949 do maja 1951 I zastępca przewodniczącego Komitetu Wykonawczego Krasnodarskiej Rady Krajowej, od maja 1951 do 1955 I zastępca przewodniczącego Rady Ministrów Maryjskiej ASRR. Do września 1955 inspektor KC KPZR, od 2 września 1955 do grudnia 1962 przewodniczący Komitetu Wykonawczego Gorkowskiej Rady Obwodowej, od 7 grudnia 1962 do 11 stycznia 1963 przewodniczący Biura Organizacyjnego Gorkowskiego Komitetu Obwodowego KPZR ds. produkcji rolnej, od 11 stycznia 1963 do grudnia 1964 I sekretarz Gorkowskiego Wiejskiego Komitetu Obwodowego KPZR, następnie do śmierci przewodniczący Komitetu Wykonawczego Gorkowskiej Rady Obwodowej.

## Odznaczenia
- Order Lenina (dwukrotnie)
- Order Czerwonego Sztandaru
- Order Czerwonego Sztandaru Pracy
- Order Czerwonej Gwiazdy